# 筒井敬介
筒井 敬介（つつい けいすけ、本名・小西 理夫（こにし まさお）、1918年1月3日 - 2005年1月8日）は、日本の児童文学作家、脚本家。 別筆名にコニシ・マサオ。

## 来歴・人物
東京神田鍛治町生まれ。父は銀行員、母は薬種商。幼稚舎から慶應義塾に学び、慶應義塾大学経済学部在学中に共産主義研究グループ「青麦座演劇研究会」で荒木道子や菊池章一たちと活動していたが治安維持法違反で逮捕され、1941年に中退した。
1942年、近衛兵として入隊するが病気で除隊。1945年の東京大空襲で自宅焼失。食糧難のため、首都の口減らしを目的として日本政府が募った開拓団「拓北農兵隊」に志願し、妻子ともども北海道江別町の開拓民となり農作業に従事したが5ヶ月ほどで挫折。
人民新聞社の記者を経て、1947年、日本放送協会の契約作家となる。ラジオドラマなどを書き、『バス通り裏』がヒット。その後児童文学で活躍。
1973年には「かちかち山のすぐそばで」で産経児童出版文化賞大賞を受賞。1974年には同作品が国際アンデルセン賞の優良賞を受賞する。1983年に巖谷小波文芸賞受賞。『コロッケ町のぼく』はNHKの少年ドラマになった。
1986年、紫綬褒章を受章。
2005年、腎不全のため目黒区の病院で死去した。

## 著作
- 『近衛兵』（コニシ・マサオ名義、人民新聞社出版部） 1946
- 『コルプス先生汽車へのる』（季節社） 1948、のち偕成社文庫、講談社文庫
- 『うみをとぶつばめ 童話集』（二葉書店） 1948
- 『チョコレート町1ばんち』（季節社） 1949、のち講談社青い鳥文庫
- 『お姉さんといっしょ 小さなタッちゃんのお話』（鶴書房） 1955 のち角川文庫
- 『おしくらまんじゅう』（朝日新聞社） 1956、のち偕成社文庫
- 『ロンロンじいさんのどうぶつえん』（麦書房、雨の日文庫） 1958
- 『名づけてサクラ ラジオドラマ集』（緑地社） 1959
- 『バス通り裏』（須藤出穂共著、くろしお出版） 1959
- 『動物はみんな先生』（中央公論社） 1962
- 『子どもに読ませたい50の本』（乾孝共編、三一新書） 1963
- 『あかいかさがおちていた』（あかね書房） 1965
- 『婚約未定旅行 劇作集』（未来社） 1966
- 『じんじろべえ』（あかね書房、創作児童文学選） 1968
- 『コルプス先生馬車へのる』（理論社） 1968、のち講談社文庫
- 『ピエロ』（渡辺三郎絵、学習研究社、こども音楽館11） 1969.11[7]
- 『二人ともパンのにおい』（国土社） 1969
- 『べえくん』（あかね書房） 1969
- 『ぺろぺろん』（あかね書房） 1970
- 『おばけロケット1ごう』（フレーベル館、こどもSF文庫） 1971、のちポプラ社文庫
- 『白い朝の町で』（フレーベル館） 1971
- 『ちゃんめら子平次』（あかね書房） 1971、のち講談社文庫
- 『コントラどんとピッコロちゃん』（おうちやすゆき共著、小学館、こどものメロディー） 1971
- 『いじワンるものがたり』（国土社） 1972
- 『コロッケ町のぼく』（あかね書房） 1972
- 『あかっぴょろ』（あかね書房） 1972
- 『かちかち山のすぐそばで』（フレーベル館） 1972、のち角川文庫、講談社青い鳥文庫
- 『げらっくすノート』（偕成社） 1973
- 『おやすみドン』（あかね書房） 1974
- 『ああいそがしい日曜日』（小学館、『小学三年生』5月号） 1974[8]
- 『おいらどこの子お江戸の子』（偕成社） 1975
- 『かいぞくでぶっちょん』（フレーベル館） 1975
- 『おきんとおたぬきさま』（小学館） 1975
- 『ちょんねんばけくらべ』（あかね書房、新作絵本日本の民話） 1976.2
- 『わがままくじら』（ポプラ社） 1976.10
- 『みずひめさま』（小学館、小学館の創作民話シリーズ） 1976.10
- 『どらねこパンツのしっぱい』(ポプラ社） 1977.1
- 『とらのかわのスカート』（岩崎書店） 1977.3、のちフォア文庫
- 『たっちゃんといっしょ』（理論社） 1979.5
- 『おはようたっちゃん』（あかね書房） 1979.10
- 『とらおおかみのくる村で』（フレーベル館） 1979.12
- 『ハヤガメくん』（長新太絵、NHKサービスセンター、NHK創作童話集）1979[9]
- 『ねこのおしごと』（理論社） 1980.1
- 『ふしぎなバスに』（あかね書房） 1980.11
- 『日曜日のパンツ』(講談社） 1980.10
- 『ねこのぱとろーる』（理論社） 1981.11、のち改題『ぶうたれネコのぱとろーる』（フォア文庫）
- 『クロのやさしい時間』（ティビーエス・ブリタニカ） 1981.11
- 『うるざえもん』（ひさかたチャイルド） 1981.12
- 『何にでもなれる時間 筒井敬介児童劇集 1』（東京書籍、東書児童劇シリーズ） 1982.10
- 『王女さまはあたし 筒井敬介児童劇集 2』（東京書籍、東書児童劇シリーズ） 1982.10
- 『キツネがみつけたへんな本 筒井敬介児童劇集 3』（東京書籍、東書児童劇シリーズ） 1982.10
- 『ぼくおふろだいきらい』（ポプラ社） 1982.12
- 『ひるねのひるねこ』（フレーベル館） 1982.11
- 『雨ですてきなたんじょうび』（あかね書房） 1982.10、のち文庫
- 『ねこにパンツをはかせるな』（講談社） 1982.8
- 「筒井敬介童話全集」全12巻（フレーベル館） 1983 - 1984
- 『おつかいたっちゃん』（あかね書房） 1983.10
- 『たっちゃんといなり大明神』（佼成出版社） 1983.11
- 『ねこのわすれもの』（理論社） 1984.10
- 『ぼくのペケペケ運動会』（フレーベル館） 1984.12
- 『宿題お化け』（小峰書店） 1985.12
- 『ガツーンとぶつかるはなし』（学習研究社） 1985.2
- 『ぼくのひげそりクリーム』（あかね書房） 1985.6
- 『ベアどん』（教育画劇、スピカのおはなしえほん） 1985.7
- 『コルプスせんせいとかばくん』（フレーベル館） 1986.3
- 『ぶうたれネコのどっきんレストラン』（理論社） 1986.7
- 『ネコだまミイちゃんはあたし』（小峰書店） 1986.6
- 『まんじゅうをつかまえろ おいらお江戸の探偵団 1』（小峰書店） 1987.1
- 『にげだした木馬 おいらお江戸の探偵団 2』（小峰書店） 1987.3
- 『うれしいウルくん』（教育画劇、スピカの幼年どうわ） 1987.8
- 『猫がくった鯉のぼり おいらお江戸の探偵団』（小峰書店） 1987.3
- 『ぶうたれネコ』1 - 5（理論社） 1988.11
- 『ぺこねこブラッキー』（小峰書店） 1988.7
- 『おいしいトラカツをたべるまで』(岩崎書店） 1989.3
- 『花のくる道』（小峰書店） 1992.3
- 『とんだよプロペラくん』（小峰書店、のりものえほん） 2000.12
- 「筒井敬介童話全集」全12巻（フレーベル館） 2000
- 『筒井敬介おはなし本』1 - 3（小峰書店） 2006.8

## 翻訳
- 『スケートをはいた馬』（ケストナー、講談社、現代児童名作全集） 1957
- 『ふしぎな機関車』（コーネリア・メイグス（英語版）、講談社、講談社の世界絵童話全集 9） 1962
- 『ピリーの絵本』1 - 6（T.V.スタジオ・デュプイ(Studio TV Dupuis)製作、渡辺和雄共訳、小学館） 1975

### 脚本
- 『バス通り裏』 - 1958年4月7日から1963年3月30日まで、NHK総合テレビジョンで生放送された帯ドラマ番組
- 『コロッケ町のぼく』 - 1973年2月から1973年3月まで、NHK総合テレビジョンのテレビドラマ「少年ドラマシリーズ」[10]の作品のひとつ[5]

### 脚色
- 『三太物語』 - 1950年度から1951年度まで、NHKの『子供の時間』で放送された連続ラジオドラマ[11][12]
- 『にあんちゃん』 - 1959年1月15日から同年2月27日まで、NHKで放送された連続ラジオドラマ

## 作詞
- 『とけいのうた』（作曲：村上太朗）
- 『たいこのおけいこ』（作曲：小森昭宏）
- 『遊園地の汽車』（作曲：三枝成章） - 第40回NHK全国学校音楽コンクール中学校の部課題曲
- 『博物館の機関車』（作曲：池辺晋一郎） - 第40回NHK全国学校音楽コンクール高等学校の部課題曲